# Amphixystis divulsa
Amphixystis divulsa är en fjärilsart som beskrevs av Edward Meyrick 1923. Amphixystis divulsa ingår i släktet Amphixystis och familjen äkta malar.
Artens utbredningsområde är Egypten. Inga underarter finns listade i Catalogue of Life.